# اولدانبرگ
شهر هولدنبرگ یا اولدانبرگ (به فرانسوی: Huldenberg) در ناحیه اداری لوان در استان فلومیش بربان در منطقه فلاندری در کشور بلژیک واقع شده‌است.

## نگارخانه

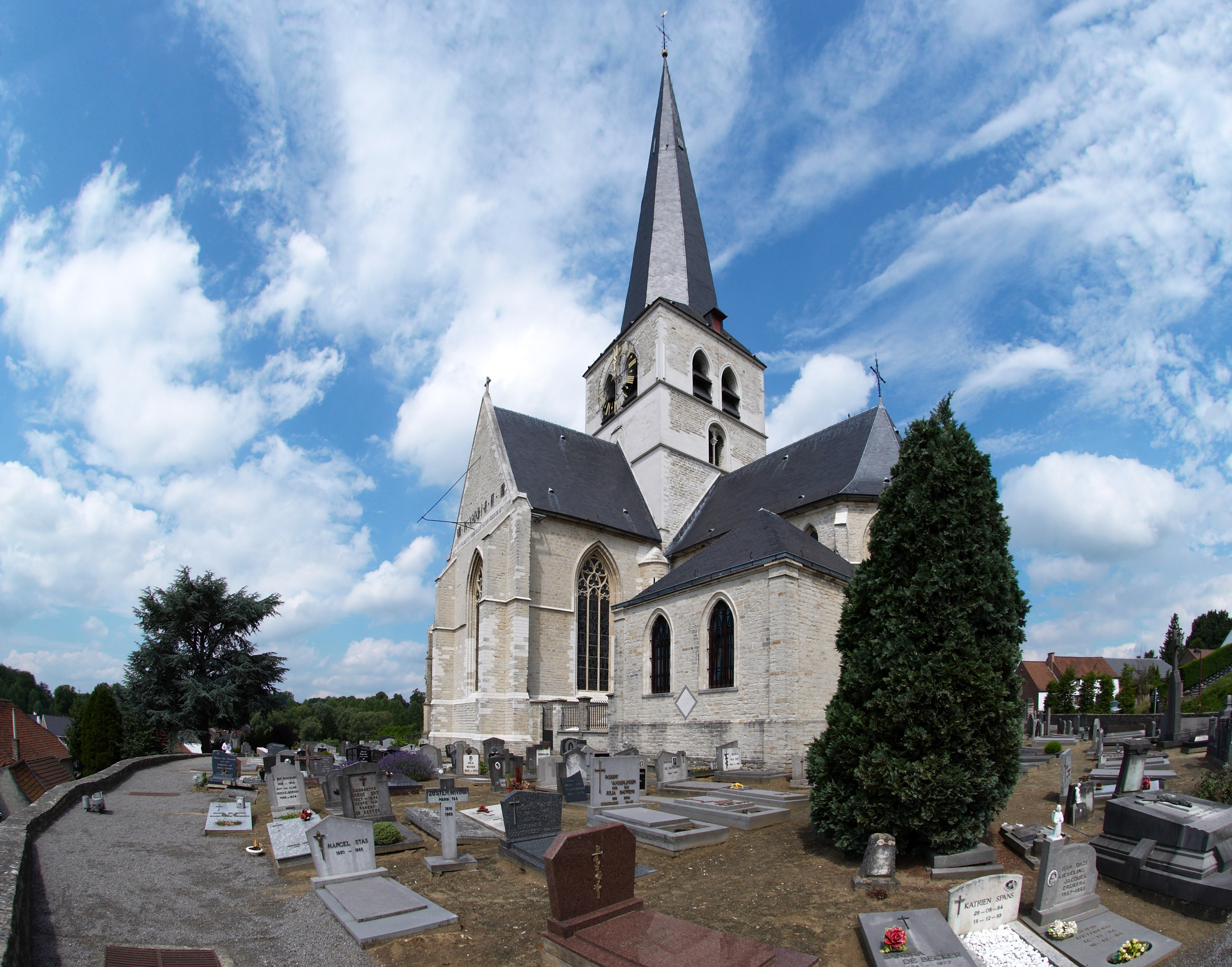
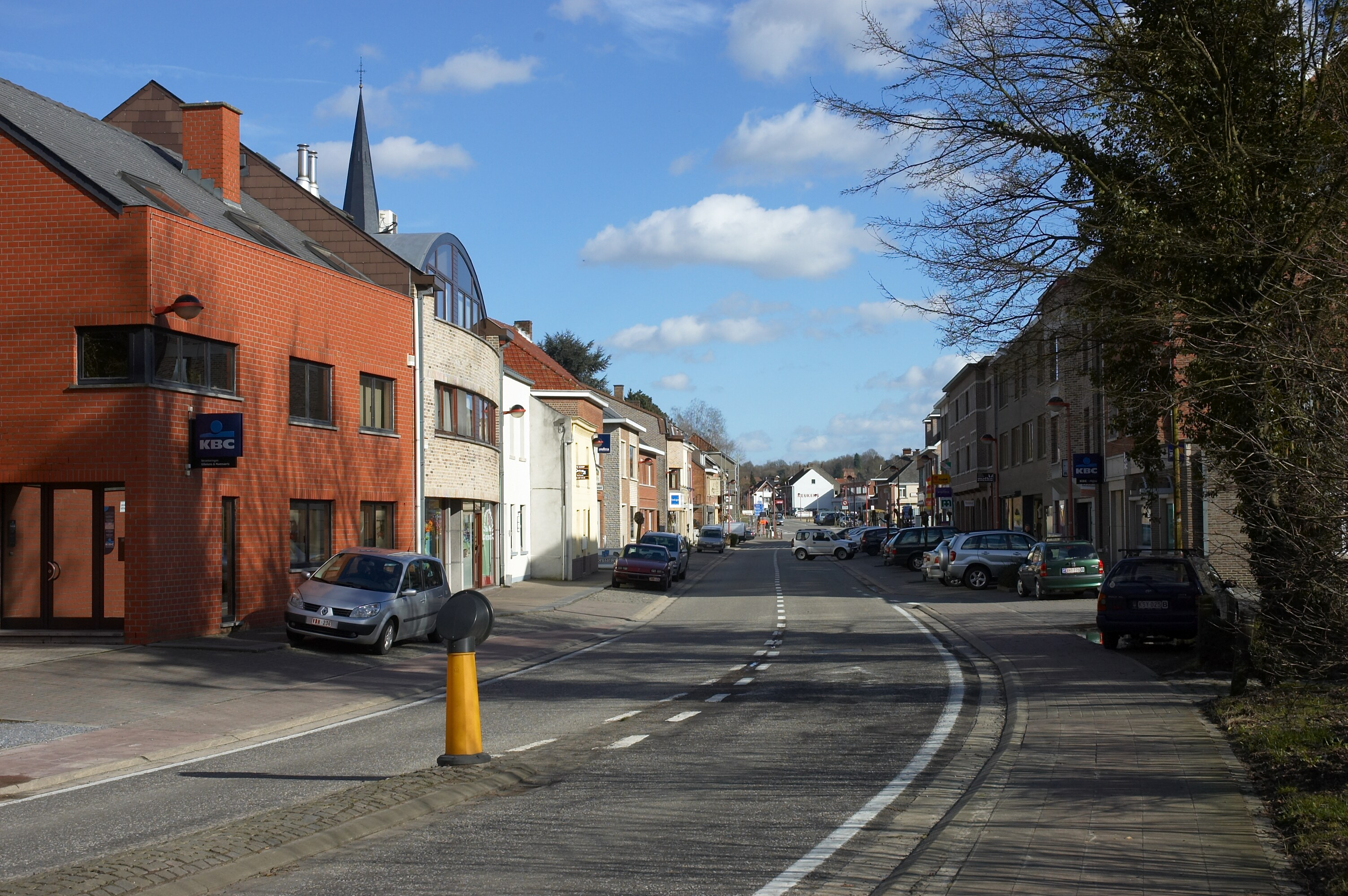
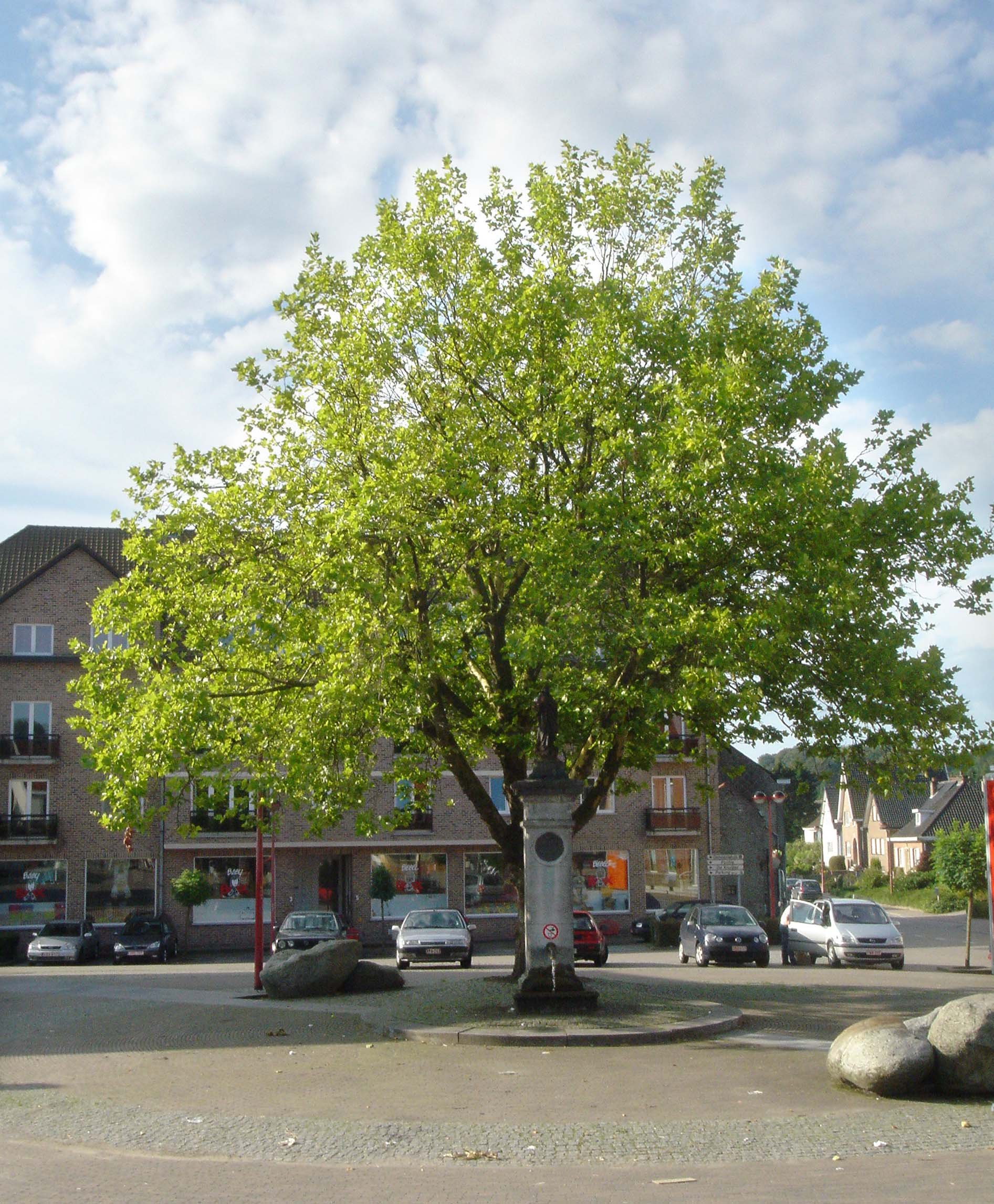
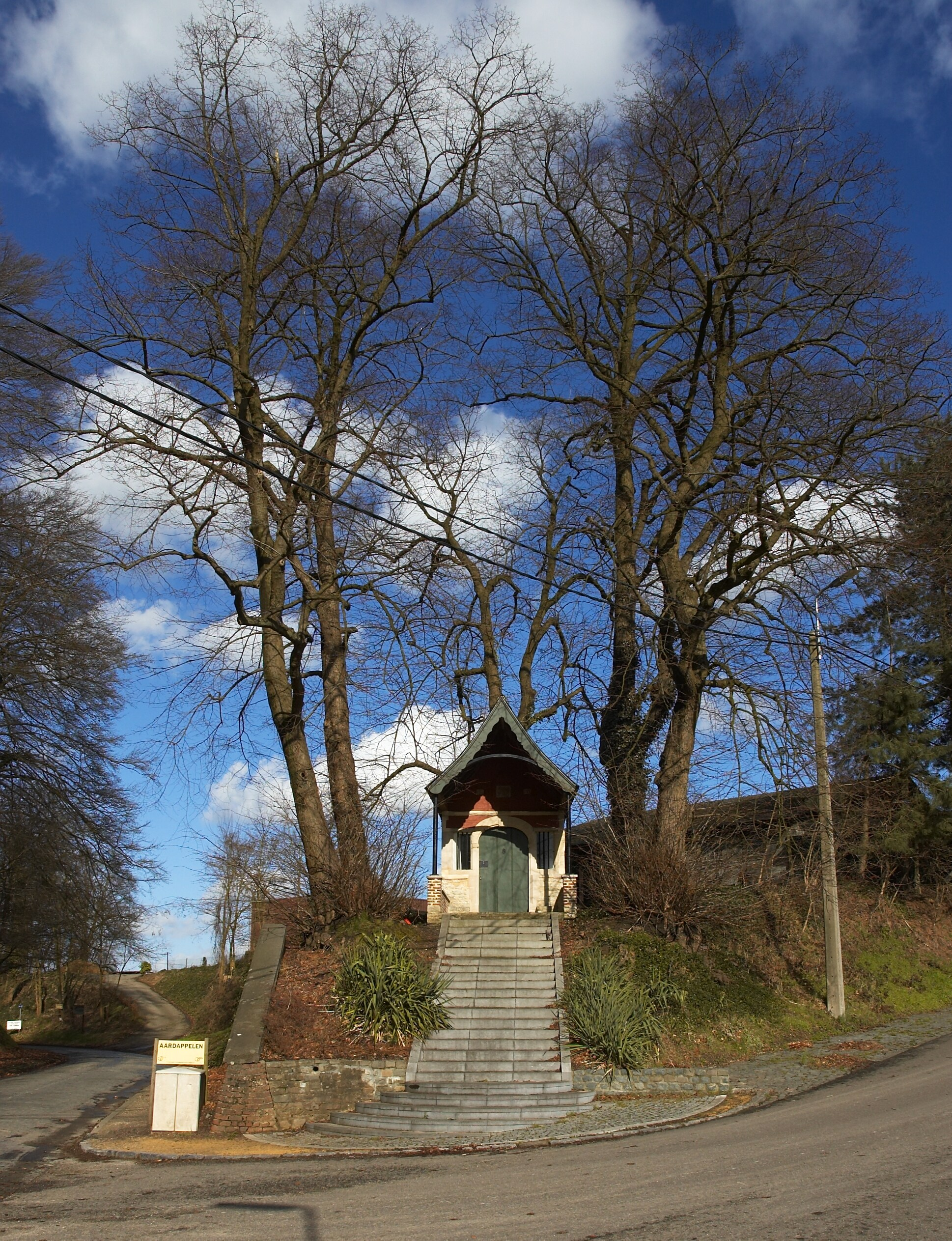